# Kiến Thụy (huyện)
Kiến Thụy là một địa danh từng là cấp huyện thuộc thành phố Hải Phòng, Việt Nam đến ngày 30 tháng 6 năm 2025 do chủ trương giải thể cấp huyện của nhà nước Cộng hoà Xã hội Chủ nghĩa Việt Nam.Từ ngày 1 tháng 7 năm 2025, Kiến Thụy chỉ còn là địa danh cấp xã sau khi thành lập từ một phần huyện Kiến Thụy cũ.

## Địa lý
Huyện Kiến Thụy nằm ở phía đông nam của thành phố Hải Phòng, nằm cách trung tâm thành phố khoảng 16 km về phía đông nam, có vị trí địa lý:
- Phía đông giáp quận Dương Kinh và quận Đồ Sơn
- Phía tây giáp huyện An Lão
- Phía nam giáp huyện Tiên Lãng và Vịnh Bắc Bộ
- Phía bắc giáp quận Kiến An.

Huyện Kiến Thụy có diện tích 108,87 km², dân số quy đổi tính đến ngày 31/12/2022 là 160.239 người, mật độ dân số đạt 1.471 người/km².

## Hành chính
Huyện Kiến Thụy có 16 đơn vị hành chính cấp xã trực thuộc, bao gồm thị trấn Núi Đối và 15 xã: Du Lễ, Đại Đồng, Đại Hợp, Đoàn Xá, Đông Phương, Hữu Bằng, Kiến Hưng, Kiến Quốc, Minh Tân, Ngũ Phúc, Tân Phong, Tân Trào, Thanh Sơn,  Thuận Thiên, Tú Sơn.

## Lịch sử
Năm 1469, vua Lê Thánh Tông cắt đất huyện An Lão, lập huyện Nghi Dương gồm đất của huyện Kiến Thụy, các quận Dương Kinh, Đồ Sơn và Kiến An ngày nay. Năm 1837, vua Minh Mạng lập phủ Kiến Thụy gồm 4 huyện Nghi Dương, An Lão, Kim Thành và An Dương. Thời Pháp thuộc (1925), huyện Nghi Dương đổi thành phủ Kiến Thụy, thuộc tỉnh Kiến An. Sau Cách mạng tháng Tám (1945), bỏ cấp phủ, đổi làm huyện Kiến Thụy.
Ngày 27 tháng 10 năm 1962, tỉnh Kiến An nhập vào thành phố Hải Phòng, huyện Kiến Thụy thuộc thành phố Hải Phòng, ban đầu gồm 24 xã: Anh Dũng, Bàng La, Đa Phúc, Đại Đồng, Đại Hà, Đại Hợp, Đoàn Xá, Đông Phương, Hòa Nghĩa, Hợp Đức, Hưng Đạo, Hữu Bằng, Kiến Quốc, Minh Tân, Ngọc Hải, Ngũ Đoan, Ngũ Phúc, Tân Phong, Tân Trào, Thanh Sơn, Thuận Thiên, Thụy Hương, Tú Sơn, Vạn Sơn.
Ngày 14 tháng 3 năm 1963, tách khu vực Đồ Sơn và 2 xã: Vạn Sơn, Ngọc Hải để thành lập thị xã Đồ Sơn. Ngày 7 tháng 4 năm 1966, chuyển xã Bàng La về thị xã Đồ Sơn quản lý.
Ngày 4 tháng 4 năm 1969 sáp nhập huyện Kiến Thụy và huyện An Lão thành huyện An Thụy.
Ngày 5 tháng 3 năm 1980, chia tách huyện An Thụy, theo đó, sáp nhập 21 xã của huyện An Thụy (toàn bộ địa giới huyện Kiến Thụy cũ) và thị xã Đồ Sơn thành huyện Đồ Sơn.
Ngày 14 tháng 2 năm 1987, thành lập thị trấn Núi Đối, thị trấn huyện lỵ huyện Đồ Sơn trên cơ sở một phần các xã Minh Tân và Thanh Sơn.
Ngày 23 tháng 4 năm 1988, thành lập 2 xã Hải Thành và Tân Thành tại vùng kinh tế mới đường 14.
Ngày 6 tháng 6 năm 1988, huyện Đồ Sơn chia lại thành thị xã Đồ Sơn và huyện Kiến Thụy. Huyện Kiến Thụy có thị trấn Núi Đối và 23 xã: Anh Dũng, Đa Phúc, Đại Hà, Đại Đồng, Đại Hợp, Đoàn Xá, Đông Phương, Hải Thành, Hòa Nghĩa, Hợp Đức, Hưng Đạo, Hữu Bằng, Kiến Quốc, Minh Tân, Ngũ Phúc, Ngũ Đoan, Tân Phong, Tân Trào, Tân Thành, Tú Sơn, Thanh Sơn, Thuận Thiên, Thụy Hương.
Ngày 10 tháng 1 năm 2004, thành lập xã Du Lễ từ một phần xã Kiến Quốc.
Cuối năm 2006, huyện Kiến Thụy có thị trấn Núi Đối và 24 xã: Anh Dũng, Du Lễ, Đa Phúc, Đại Hà, Đại Đồng, Đại Hợp, Đoàn Xá, Đông Phương, Hải Thành, Hòa Nghĩa, Hợp Đức, Hưng Đạo, Hữu Bằng, Kiến Quốc, Minh Tân, Ngũ Phúc, Ngũ Đoan, Tân Phong, Tân Trào, Tân Thành, Tú Sơn, Thanh Sơn, Thuận Thiên, Thụy Hương.
Ngày 12 tháng 9 năm 2007, tách 6 xã: Anh Dũng, Hưng Đạo, Đa Phúc, Hòa Nghĩa, Hải Thành, Tân Thành để thành lập quận Dương Kinh và tách xã Hợp Đức nhập vào thị xã Đồ Sơn để thành lập quận Đồ Sơn.
Huyện còn lại 1 thị trấn và 17 xã.
Ngày 22 tháng 7 năm 2022, Thủ tướng Chính phủ ban hành Quyết định 881/QĐ-TTg về công nhận huyện Kiến Thụy, Thành phố Hải Phòng đạt chuẩn nông thôn mới năm 2020
Ngày 24 tháng 10 năm 2024, Ủy ban Thường vụ Quốc hội ban hành Nghị quyết số 1232/NQ-UBTVQH15 về việc sắp xếp đơn vị hành chính cấp huyện, cấp xã của thành phố Hải Phòng giai đoạn 2023–2025 (nghị quyết có hiệu lực từ ngày 1 tháng 1 năm 2025). Theo đó, thành lập xã Kiến Hưng trên cơ sở 3 xã: Đại Hà, Ngũ Đoan, Thụy Hương
Ngày 24 tháng 4 năm 2025, Ủy bạn Thường vụ Quốc hội ban hành Nghị quyết số 1534/NQ-UBTVQH15 về việc sắp xếp đơn vị hành chính cấp xã, kết thúc hoạt động của đơn vị hành chính cấp huyện của thành phố Hải Phòng giai đoạn 2024-2025 (nghị quyết có hiệu lực từ ngày 1 tháng 7 năm 2025).Theo đó,huyện Kiến Thụy hiện hữu sẽ sắp xếp lại 16 xã, thị trấn thành 5 đơn vị hành chính cấp xã mới bao gồm:
+Thành lập xã Kiến Thụy trên cơ sở toàn bộ diện tích và dân số các xã,thị trấn Núi Đối, Thanh Sơn, Hữu Bằng, Thuận Thiên và một phần xã Kiến Hưng (khu vực xã Thụy Hương cũ).Trụ sở đặt tại Trung tâm Hành chính - Chính trị huyện Kiến Thụy.
+Thành lập xã Đại Đồng mới (tên khác có thể là Kiến Minh) trên cơ sở toàn bộ diện tích và dân số các xã Đại Đồng, Đông Phương, Minh Tân.Trụ sở đặt tại xã Minh Tân.
+Thành lập xã Tân Phong mới (tên khác có thể là Kiến Hải) trên cơ sở toàn bộ diện tích và dân số các xã Tân Phong, Tú Sơn, Đại Hợp và phần lớn diện tích và toàn bộ dân số của xã Đoàn Xá.Trụ sở đặt tại xã Tú Sơn.
+Thành lập xã Tân Trào mới (tên khác có thể là Kiến Hưng) trên cơ sở toàn bộ diện tích và dân số xã Tân Trào, một phần diện tích đất bãi bồi không có người ở của xã Đoàn Xá và một phần diện tích xã Kiến Hưng (khu vực xã Đại Hà và Ngũ Đoan cũ).Trụ sở đặt tại xã Kiến Hưng(Đại Hà cũ).
+Thành lập xã Ngũ Phúc mới (tên khác có thể là Nghi Dương) trên cơ sở toàn bộ diện tích và dân số các xã Kiến Quốc, Ngũ Phúc và Du Lễ.Trụ sở đặt tại xã Kiến Quốc.
Đồng thời, huyện Kiến Thụy cũng sẽ chính thức giải thể ngay từ ngày 1 tháng 7 năm 2025 cùng với 14 đơn vị hành chính cấp huyện khác của thành phố Hải Phòng do chủ trương giải thể cấp huyện của Uỷ ban thường vụ Quốc hội.Như vậy, địa danh "huyện Kiến Thụy" sẽ chính thức không còn tồn tại. 

## Kinh tế
Làng nghề: Kiến Thụy là một huyện mặc dù giáp với ba quận nội thành của thành phố Hải Phòng nhưng kinh tế chưa phát triển tương xứng. Làng nghề ít; lao động trong nhóm nông nghiệp, chăn nuôi cao; số hộ tham gia kinh doanh buôn bán và bán lẻ bình quân đầu người còn thấp; số công ty thành lập và hộ đăng ký kinh doanh trên đầu người thấp. Nhu cầu lao động việc làm trong huyện ít nên một số chọn lao động ngoài nước trong khi đó tỉ lệ lao động ngoài nước khu vực đồng bằng sông Hồng đang giảm mạnh từ thời kỳ công nghiệp hóa kéo theo phát triển dịch vụ, kinh doanh, thương mại, buôn bán lẻ,... Các làng nghề và làng có nghề:
- Làm diều sáo Đại Trà (Đông Phương)
- Nghề buôn bán thực phẩm, hải sản Tú Đôi (Kiến Quốc)
- Nghề trồng hoa sinh vật cảnh ở Đại Đồng
- Nghề làm bánh đa Lạng Côn (Đông Phương)
- Đánh bắt, nuôi trồng thủy hải sản.
- Thun thún
- Từ đường họ Mạc
- Nếp xoắn.

## Văn hóa
Cảnh sắc: Dòng sông Đa Độ đến khu trung tâm huyện thì mở rộng ra như một hồ nước lớn, cùng với núi Đối soi bóng xuống dòng sông, tạo cho nơi đây một vùng đất "non nước hữu tình, cảnh như tranh vẽ". Bên cạnh cảnh non nước hữu tình ấy, huyện Kiến Thụy đã và đang khoác lên mình áo mới của thời kì công nghiệp hóa, hiện đại hóa. Đó là những nhà máy, xí nghiệp từ từ mọc lên, những ngôi nhà cao tầng khang trang; đặc biệt là cơ sở hạ tầng được nâng cấp sạch đẹp. Với những nét đẹp, giá trị về văn hóa, lịch sử, huyện Kiến Thụy có tiềm năng phát triển về du lịch. Đặc biệt là sau khi hoàn thiện Kinh Thành nhà Mac - Một công trình lịch sử cấp quốc gia, có quy mô, được đầu tư sẽ hứa hẹn mang lại cho huyện sự phát triển mới và được nhiều người biết tới hơn nữa.
Kiến Thụy cũng là đất địa linh nhân kiệt, nơi phát tích vương triều nhà Mạc với Dương Kinh sầm uất một thời vào thế kỷ 16. Một số di tích về thành cổ và cung điện của Dương Kinh cũng mới được phát hiện tại đây tại thôn Cổ Trai, xã Ngũ Đoan. (bài viết trên Thông Tấn Xã Việt Nam Lưu trữ ngày 30 tháng 9 năm 2007 tại Wayback Machine). Huyện Kiến Thụy vẫn còn giữ được những đình chùa cổ kính với những phong cách kiến trúc độc đáo. Tiêu biểu là đền Mõ (xã Ngũ Phúc), thờ Quỳnh Trân công chúa thời Trần, người có công khai khẩn đất hoang, lập nên làng xã. Chùa Hoà Liễu (xã Thuận Thiên) thờ đức Thánh mẫu (mẹ) của vua Mạc Đăng Dung hầu như còn nguyên vẹn, Chùa Thiên Phúc (hay Chùa Trà Phương) nơi còn lưu giữ rất nhiều bức tượng quý hiếm. Ngoài ra, nơi đây còn có miếu Cốc thờ Chử Đồng Tử, chùa Khánh Long thờ Tướng công Phạm Hải thời Hùng Vương thứ 18, đình Ninh Hải thờ Hưng Đạo Vương Trần Quốc Tuấn. Gần 20 năm sau sự kiện ông Kim Ngọc ở Vĩnh Phú khoán chui, năm 1977, xã Đoàn Xá, huyện Kiến Thụy là nơi đầu tiên trong cả nước thực hiện thành công mô hình khoán ruộng cho nông dân. Đây chính là khởi đầu cho cơ chế khoán nông nghiệp trong cả nước. Là bước quyết định chấm dứt thời kỳ đói kém của đất nước (Bài viết về hiện tượng Đoàn Xá Lưu trữ ngày 27 tháng 9 năm 2007 tại Wayback Machine).

### Lễ hội vật cầu
- Địa điểm: Làng Kim Sơn, xã Tân Trào.
- Thời gian: Tổ chức vào ngày 6 tháng giêng của năm "Phong đăng hoa cốc", 3 năm mới tổ chức một lần.
- Nội dung: Tương truyền, vật cầu vốn là môn thể thao do tướng Phạm Ngũ Lão (đời Trần) đặt ra để rèn luyện quân sĩ. Lễ hội này được chuẩn bị rất chu đáo ngay từ thang 11 năm trước.

Nguồn gốc của lễ hội vật cầu Kim Sơn
Sau khi chiến thắng quân Nguyên trở về tướng quân Phạm Ngũ Lão cùng quân sĩ đã dùng củ chuối hốt làm quả cầu và chơi trò vật cầu để rèn luyện quân sĩ. Từ đó dân làng lấy trò chơi trên để đưa vào trò chơi đầu năm để đón xuân mới, lâu ngày trở thành lễ hội vật cầu của dân làng. Lễ hội vật cầu thường tổ chức vào những năm được mùa (phong đăng hoả cốc).

#### Công tác chuẩn bị cho lễ hội
Ngay từ đầu tháng 11 âm lịch của năm trước, các cụ già lang cùng với các chúc sắc trong làng họp bàn chuẩn bị cho công tác tổ chức cho lễ hội. Trong làng có 24 dòng họ và được chia làm 3 giáp, mỗi giáp bằng 8 dòng họ. Mỗi một giáp phải chọn cho giáp mình 6 người trong đó có 1 ông làm tổng cờ chỉ huy quân của mình và 5 đô vật. Đô vật phải là nhũng thanh niên khỏe mạnh và chưa lập gia đình. Mỗi một giáp phải dụng 1 cổng chào biểu tượng cho giáp của mình (giáp áo đỏ, giáp áo vàng, giáp áo xanh)

#### Tìm củ chuôi làm quả cầu
Quả cầu đuọc làm bằng củ chuối hột nặng 20 kg củ chuối hột phải già và lâu năm, và phải do ông truỏng làng đi tìm và đào mang về. Quả cầu được bọc giấy hồng điều trang trí kiểu (long ly quy phượng). Sau khi trang trí xong thi được đặt vào kiệu để ở án thờ trong đình làng.

#### Chuẩn bị lễ hội
Ngay từ sáng ngày 30 Tết 3 giáp và nhân dân trong làng đã nô nức chuẩn bị làm cổng chào. Cổng chào được làm bằng tre quấn rơm, mỗi công chào có một tên riêng đại diện cho từng giáp (Anh hùng Trần Lục, Vật ngã giai xuân, Kiến nhu đại tân). Tối 30 Tết cả làng ra đình làng để tế thành hoàng làng.

#### Lễ hội vật cầu Kim Sơn
- Phần lễ: chiều ngày 5 Tết âm lịch nhân dân và ban tổ chức lễ hội, tổ chức tế thành hoàng và tế quả cầu. Buổi tối tổ chức các hoạt động văn nghệ, sáng ngày 6 tết từ 7 giờ các già làng đã tổ chức làm lễ rước cầu từ trong đình ra ngoài sân đình và bán riêu lộc cho các giai vật cầu. Sau khi làm lễ ban riêu xong thì đoàn rước cầu ra sân vật. Đoàn được cầu gồm: kiệu rước ảnh Bác Hồ đoàn cơ hội, bát âm, bát biểu, bát âm, quả cầu biểu tượng, quả cầu vật đoàn tế nam, tế nữ, tổ múa cờ, múa rồng, tổ trọng tài, sau đó mới là đoàn giai vật cầu
- Phần hội: đúng 9 giờ quả cầu biểu tuọng duọc mở ra, và lễ hội được bắt đầu. vật cầu có 3 keo mỗi keo là 15 phút. sau mỗi keo vật có nghỉ giải lao, trong giờ giải lao là có múa cờ, múa rồng xen kẽ. Thể lệ vật cầu nhu sau: Đội nào mang được quả cầu từ hố cầu cái về hố cầu quân ở giáp mình thì đội đó là thắng.

### Hộ chèo bơi - Đi kheo
- Địa điểm: Thôn Quần Mục, xã Đại Hợp.
- Thời gian: Lễ hội được diễn ra vào mùa xuân hàng năm.
- Nội dung: Theo các già làng địa phương cho biết trước Cách mạng tháng Tám, cứ vào tháng giêng âm lịch, chọn ngày con nước dừng (nước không lên, không xuống) dân làng lại hội tụ ở đình làng đề tổ chức rước xách, cầu nguyện, rồi mở hội chèo bơi. Mục đích là "khai xuân" vào năm mới, phục vụ cho nghề đi biển.

Mỗi xóm cử một thuyền trưởng cầm lái và 12 trai làng khoẻ mạnh, hiền hoà, có kinh nghiệm, có kỹ thuật chèo thuyền. Thủ tục này được làm nghiêm túc, công minh, do các ông cao tuổi lựa chọn. Từ chiều hôm trước, các xóm tổ chức phóng thẻ để chọn người. Đúng 8 giờ sáng chủ nhật, Hội dóng 3 hồi trống, gần 40 trai làng của 3 thuyền, với trang phục quần dài, mặc áo nâu, đầu quấn khăn nhiễu điều, lưng thắt bao tượng xanh, khẩn trương xuống thuyền chờ lệnh xuất phát. Trên bờ người đứng vòng trong, vòng ngoài hò reo như sấm dậy. Chủ hội gọi loa giới thiệu các thuyền theo vị trí từng số để người xem tiện theo dõi. Đây cũng là dịp để các tay chèo chuẩn bị ổn định tâm lý để cuộc đua bắt đầu. Theo quy định. Từ chỗ thuyền xuất phát tới đích, cự hly khoảng 1000 mét. Vị trí có cắm cọc tre (vè) giới hạn. Mỗi thuyền phải đi 3 vòng và về 3 vòng. Thuyền nào dủ 6 vòng nhổ vè trước là thắng cuộc.
Sau khi tổ chức chèo bơi, với mục đích là khai việc đầu năm, Ban tổ chức lại cho diễn tích trò đi kheo. Kheo là một dụng cụ người dân nơi đây dùng để đi te, bắt tôm cá biển. Có những cái kheo cao tới 5 mét, nếu kẻ cả người lẫn kheo thì nhiều khi cao tới gần 7 mét. Khi diễn ra trò đi kheo, người tham dự được cầm gậy để pha trò rất vui nhộn. Đi kheo là một trò làm rất khó. Đòi hỏi người diễn trò phải giữ thăng bằng tốt và có sự bình tĩnh cần thiết.
Hội chèo bơi - đi kheo ở Quần mục, Đại Hợp, Kiến Thụy diễn ra rất đều đặntừ suốt trước cách mạng tháng tám (1945) đến nay. Nó trở thành một nét văn hoá đặc sắc của người dân nơi đây.

### Lễ hộ rước lợn Ông Bồ, Chạy Đá, Hát Đúm
- Địa điểm: Kỳ Sơn Tân Trào huyện Kiến Thuỵ
- Thời gian: Ngày 10 tháng giêng âm lịch

### Lễ hội Minh thề
Xem bài Lê hội minh thề

## Giao thông
Trên địa bàn huyện có đường cao tốc Hà Nội – Hải Phòng đi qua dài hơn 10 km và có dự án Đường cao tốc Ninh Bình – Hải Phòng đi qua.
Giao thông trên địa bàn thị xã rất thuận lợi cho việc giao lưu với các địa phương khác cả về đường bộ, thủy và đường biển:
- Đường bộ ngoài tuyến đường cao tốc Hà Nội – Hải Phòng, còn có các tuyến đường tỉnh và đường huyện như: TL361, TL362, TL363, ĐH403, ĐH404, ĐH405,...
- Đường sông: Sông Văn Úc, Sông Đa Độ,...